# A Ghost Is Born
A Ghost is Born är Wilcos femte studioalbum, utgivet 22 juni 2004.

## Låtlista
Om inte annat anges är låtarna skrivna av Jeff Tweedy.
1. "At Least That's What You Said" – 5:33
2. "Hell Is Chrome" (Tweedy, Jorgensen) – 4:38
3. "Spiders (Kidsmoke)" – 10:46
4. "Muzzle of Bees" – 4:56
5. "Hummingbird" – 3:11
6. "Handshake Drugs" – 6:07
7. "Wishful Thinking" (Tweedy, Kotche) – 4:41
8. "Company in My Back" – 3:46
9. "I'm a Wheel" – 2:37
10. "Theologians" (Tweedy, Jorgensen, Girard) – 3:36
11. "Less Than You Think" (Tweedy, Stirratt, Kotche, Jorgensen, Bach, O'Rourke) – 15:04
12. "The Late Greats" – 2:31

### Fotnoter
1. ↑  Deming, Mark. ”A Ghost Is Born”. Allmusic.com. http://www.allmusic.com/album/a-ghost-is-born-r683455. Läst 26 februari 2011.